# Haitapur, Mundargi
Haitapur là một làng thuộc tehsil Mundargi, huyện Gadag, bang Karnataka, Ấn Độ.